# Go!
Go! — многопоточный язык программирования, разработанный Кейтом Кларком и Фрэнсисом Маккейбом в 2003 году. Мультипарадигмален, ориентирован на безопасное программирование и распределённость приложений (с применением агентной архитектуры), со строгой типизацией. Есть поддержка определений функций и процедур, а также взаимосвязей между ними. Потоки исполняют процедуры, вызывают функции и запрашивают необходимые связи по мере надобности. Потоки разных агентов взаимодействуют между собой при помощи асинхронных сообщений. Потоки одного агента могут устанавливать динамические связи друг с другом, образовывая своего рода общую память.
Благодаря своей мультипарадигменной природе язык обладает поддержкой логического и функционального программирования, есть поддержка объектно-ориентированного и императивного стилей программирования, а также в полной мере поддерживается онтологическое моделирование, наподобие системы типов, используемой для Семантической паутины, благодаря чему OWL-классы могут быть представлены в виде системы типов[прояснить].
В связи с запуском корпорацией Google собственного языка программирования Go, Go! стал жертвой коллизии наименований, причём этот конфликт не разрешён до сих пор.

## Пример
Нижеследующий пример иллюстрирует 'онтологический' тип и стиль объявлений, принятый в Go!.
```
Gender
::=
 
male
 
|
 
female
.

person
 
<
˜
 
{
dayOfBirth
:
[]=>
day
.
 
age
:
[]=>
integer
.

gender
:
[]=>
Gender
.
 
name
:
[]=>
string
.

home
:
[]=>
string
.
 
lives
:
[
string
]{}}.

person
:
[
string
,
day
,
Gender
,
string
]
$
=
person
.

person
(
Nm
,
Born
,
Sx
,
Hm
)..{

dayOfBirth
()=>
Born
.

age
()
 
=>
 
yearsBetween
(
now
(),
Born
).

gender
()=>
Sx
.

name
()=>
Nm
.

home
()=>
Hm
.

lives
(
Pl
)
 
:-
 
Pl
=
home
().

yearsBetween
:
[
integer
,
day
]=>
integer
.

yearsBetween
(...)
 
=>
 
..

}.

newPerson
:
[
string
,
day
,
Gender
,
string
]=>
person
.

newPerson
(
Nm
,
Born
,
Sx
,
Hm
)=>
$person
(
Nm
,
Born
,
Sx
,
Hm
).

```

Правило ::= определяет новый алгебраический тип — тип данных, состоящий только из конструкторов данных.
Правило <˜ определяет тип интерфейса — это говорит о том, какие именно свойства характеризуют в данном случае человека (person) а также накладывает типовые ограничения (constraints) на эти свойства. Это фиксирует то, что возраст (age) — функциональное свойство с целыми значениями, а параметр 'проживает с' (lives) — унарное отношение для строк, а параметр 'День Рождения' (dayOfBirth) — функциональное свойство, указывающее день объекта.
Правило типа $= говорит о том, что присутствует также пометка как теории (предположения) с указанием конкретной персоны; сама теория определяет характеристики типа человека (то есть своего рода реализация интерфейса человека), выражающиеся в данных четырёх параметрах с типами: string, day, Gender и string.